# Xuxa Especial de Natal
Xuxa Especial de Natal foi um especial de fim de ano produzido e exibido pela TV Globo anualmente entre 1989 e 2010.

## Exibição
Normalmente, o especial era exibido na véspera de Natal à noite, porém em 2006 foi ao ar no dia 20 de dezembro. Em 1998 foi ao ar o último especial, sendo que entre 1999 e 2002 a TV Globo investiu em edições especiais do Xuxa Park e do Planeta Xuxa apenas. Em 2003 o especial voltou a ser produzido.

## Edições
| Ano  | Título completo                   |
| ---- | --------------------------------- |
| 1989 | Xuxa Especial de Natal            |
| 1990 | Xuxa Especial de Natal            |
| 1991 | Xuxa e a Fábrica de Ilusões       |
| 1992 | Lar dos Idosos                    |
| 1993 | Xuxa e os Presentes Mágicos       |
| 1994 | Crer para Ver                     |
| 1995 | Deu a Louca na Fantasia           |
| 1996 | Xuxa 10 Anos                      |
| 1996 | Natal sem Noel                    |
| 1997 | Xuxa e a Festa dos Brinquedos     |
| 1997 | Luz da Paz (Especial de Ano Novo) |
| 1998 | Uma Carta para Deus               |
| 2003 | Siga Aquela Estrela               |
| 2004 | Papai Noel Sumiu?                 |
| 2005 | Folias de Natal                   |
| 2006 | Natal Todo Dia                    |
| 2007 | Giramundo                         |
| 2008 | Xuxa e as Noviças                 |
| 2009 | Natal de Luz da Xuxa              |
| 2010 | Xuxa Especial de Natal            |

## Enredos

### Siga Aquela Estrela(2003)
Xuxa, Bruna Marquezine e Brunno Abrahão foram numa igreja, na véspera de Natal, e lá, se encantaram com a orquestra, mas acharam umas estrelinhas, que haviam caído do céu, e que morreriam se até meia-noite ninguém encontrasse todos os seus pedaços e os juntassem novamente.

### Papai Noel Sumiu?(2004)
Xuxa e suas sobrinhas Mariana e Ana Paula estavam calmamente, na véspera de Natal, fazendo os preparativos da festa, quando uma mulher telefona para Xuxa e avisa que o Papai Noel foi assassinado pela Bruxa Keka, em companhia de um diabólico cúmplice, que ninguém sabe quem é. Juntas, Xuxa, Aninha, Mari e uma equipe de pessoas bondosas e bem-educadas, resolvem salvar Papai Noel.

### Folias de Natal(2005)
O especial de natal de Xuxa deixou de ser uma história para virar um musical. Neste ano, ao lado de Milton Nascimento, Elba Ramalho e outros cantores, Xuxa canta várias músicas natalinas e, com narração de Caco Ciocler, a rainha dos baixinhos mostra como é comemorado o natal em cada cantinho do Brasil. E a maiora é comemorado com folias de natal.

### Natal Todo Dia(2006)
Xuxa se chama Espírito de Natal, e com cinco crianças, ela vai mostrar para o ser humano o quanto o meio ambiente é importante para nós, e como o homem está destruindo-o, com resíduos, aquecimento global, desmatamento, poluição e etc. Enquanto isso, através de um disco de vinil, Xuxa canta lindas canções natalinas dos anos 1980, e o Papai Noel diz que só virá esse ano se o homem parar de poluir.

### Giramundo(2007)
Xuxa, Gabriel, O Pensador e outros cantores mostram como o Natal é comemorado em cada cantinho do mundo. Mostra as diferentes culturas e religiões e suas importâncias para a gente. O Natal seja na Europa, na Índia, na China, nos Estados Unidos, na América Latina, é sempre Natal.

### Xuxa e as Noviças(2008)
O especial de Natal da Xuxa é inspirado no clássico A Noviça Rebelde. ‘Xuxa e as Noviças’ conta a história de um Natal que tinha tudo para ser triste. Um show beneficente, para arrecadar fundos para a festa das crianças de um orfanato, estava prestes a ser cancelado porque praticamente todas as freiras da Congregação Salut Marie foram parar no hospital com uma intoxicação alimentar. Sem festa, com as freiras internadas, uma dívida enorme no hospital e as crianças tristes, só um milagre de Natal poderia reverter essa situação.

### Natal de Luz da Xuxa(2009)
Neste ano, Xuxa dá vida à maestrina Maria em um ‘Natal Mágico’. Na véspera da festa em que seu coral fará uma apresentação, o solista Emanuel (Renan Mayer) perde a voz. Aflitos, todos fazem o possível para curá-lo e o remédio pode estar em uma noite bem dormida. Em sonho, o jovem chega a Natalândia, onde todos os dias têm cara, cheiro e gosto de Natal. A cidade, porém, está triste porque as partituras mágicas desapareceram. Sem elas, não há músicas e a Estrela de Belém (Bel Kutner) não consegue guiar os reis magos. Para recuperá-las, a prefeita Natália (Xuxa) conta com a ajuda do visitante, das pastorinhas Azul (Fernanda Paes Leme) e Encarnada (Juliana Didone), e da dupla de detetives Jingle (André Marques) e Bell (Gustavo Novaes), que suspeitam até de Mamãe Noel (Cissa Guimarães). O nervosismo do duende Próspero (Eri Johnson) chama a atenção de Emanuel, que desconfia que ele esteja envolvido com a história. O especial tem texto de Cláudio Lobato e Cristiane Dantas, direção de núcleo de Roberto Talma e direção de Tande Bressane e Marco Rodrigo.

## Elenco

### Siga Aquela Estrela(2003)
- Xuxa - Xuxa
- Bruna Marquezine - Bruna
- Brunno Abrahão - Bruno
- Xuxinha - Voz da Estrela

e grande elenco...

### Papai Noel Sumiu(2004)
- Xuxa - Xuxa / Bruxa Keka
- Marcos Pasquim - Pirlim / Mimi
- Cláudio Corrêa e Castro - Papai Noel
- Stepan Nercessian - Jingobel
- Sônia de Paula - Bruxa do Mal
- Jorge Pontual - Monstro
- Zezé Polessa - Bruxa Boa

e grande elenco...

### Folias de Natal(2005)
- Apresentação: Xuxa
- Narração: Caco Ciocler
- Convidados:
- Elba Ramalho
- Milton Nascimento
- Pedro Luis e a Parede
- Carlinhos Brown

e grande elenco...

### Natal Todo Dia(2006)
- Xuxa - Espírito de Natal
- Eike Duarte - Erik
- Maria Mariana Azevedo - Maria Mariana
- Marina Ruy Barbosa - Marina
- Matheus Costa - Matheus
- Emiliano Queiroz - Papai Noel
- Laura Cardoso - Mãe Natureza

### Giramundo(2007)
- Apresentação: Xuxa
- Narração: Caco Ciocler
- Convidados:
- Gabriel, o Pensador
- Olodum
- As Chicas
- Lenine

### Xuxa e as Noviças(2008)
- Xuxa - Irmã Maria da Graça
- Irmã Gardênia - Madre Superiora
- Fafy Siqueira - Irmã Maria José
- Sylvia Massari - Irmã Amnésia
- Rosa Marya Colin - Irmã Frida
- Lupe Gigliotti - Madre Ensaiadora
- Ana Lúcia Torre - Sumara
- Walderez de Barros - Suméria
- Fúlvio Stefanini - Frei Caneco
- Gabriel Kaufmann - Tito
- Paulo Miklos - Kléber

e grande elenco...

### Natal de Luz da Xuxa(2009)
- Xuxa Meneghel - Maria / Natália
- Renan Mayer - Emanuel
- Bel Kutner - Estrela de Belém
- Fernanda Paes Leme - Azul
- Juliana Didone - Encarnada
- André Marques - Jingle
- Gustavo Novaes - Bell
- Cissa Guimarães - Mamãe Noel
- Eri Johnson - Próspero

e grande elenco...